# Thomas Schaufuß
Thomas Schaufuß (* 31. Juli 1949 in Leipzig) ist ein deutscher Gastronomiemanager, Sachbuchautor und Unternehmer.

## Leben
Vor dem Studium der Betriebswirtschaftslehre lernte Schaufuß in der Gastronomie die Grundbegriffe im Gastgewerbe. Anschließend arbeitete er im damaligen Zentralstadion Leipzig im Gastronomiebereich als Geschäftsführer. Ergänzend absolvierte er postgraduale Studiengänge in Leipzig, Mainz und Paris. 1975 eröffnete er als gastronomischer Direktor ein großes Ferienhotel in Oberwiesenthal, 1986 wurde seine Ausreise in die Bundesrepublik Deutschland genehmigt. Dort konnte er nach kurzer Zeit seine Tätigkeit in der Großgastronomie fortsetzen.
Zusätzlich veröffentlichte Schaufuß verschiedene Sachbücher, u. a. über die DDR-Geschichte und die Genealogie.

## Auszeichnungen
- 1984: DDR-Orden: Banner der Arbeit
- 2014: Gastronomie Manager des Jahres „Lebenswerk“

## Sachbücher
- Die politische Rolle des FDGB-Feriendienstes in der DDR. Sozialtourismus im SED-Staat (Zeitgeschichtliche Forschungen; Bd. 43), Duncker & Humblot Berlin 2011, ISBN 978-3-428-13621-6.
- Das Stammbuch eines Thomaners: Johannes Christianus Heuckenrottius aus Priesteblich (1740–1812). Verlag Edition T. Schaufussi, Berlin 2013, ISBN 978-3-00-042742-8. Mit einem Geleitwort von Manuel Bärwald (Bach-Archiv Leipzig).
- Sächsische Tischkultur und Lebensart. Dresden – Leipzig. Edition Limosa Verlag, Clenze 2013, ISBN 978-3-86037-512-9.
- Spuren bekannter und unbekannter Schaufüße: Eine Zeitreise durch mehrere Jahrhunderte. Cardamina Verlag, Koblenz 2014, ISBN 978-3-86424-201-4.
- Ferienfreizeit mit Spiel, Sport und Abenteuer. Kinder- und Jugendsozialtourismus. Das Betriebsferienlager in der DDR und ihre Vorläufer. OEZ Berlin Verlag, Berlin 2017, ISBN 978-3-942437-28-8.
- Lemberg. Porträt und Lebensart einer faszinierenden, zauberhaften Stadt. Verlag Janos Stekovics, Wettin-Löbejün 2020, ISBN 978-3-89923-422-0.
- Der Gerichtsprozess um die Urheberrechte des Horst-Wessel-Liedes 1936. Sunnwend-Verlag Leipzig ./.Verlag Helene Schaufuß KG Leipzig, Universitätsverlag Leipzig 2024, ISBN 978-3-96023-609-2.